# Lorens Münter Philipson
Lorens Münter Philipson (Philipsen) (* 17. März 1765 in Ystad, Schweden; † 3. November 1851) war ein schwedischer Arzt, Malakologe und Publizist. Sein Name in latinisierter Form lautete Laurentius Münter Philipsson.
Philipson begann 1782 sein Studium in Lund und wurde 1791 Doktor der Medizin. Im selben Jahr zog er nach Stockholm, wo er Bekanntschaft mit Thomas Thorild machte. Von den neuen Ideen der Französischen Revolution begeistert, wurde er schriftstellerisch tätig. 1792–1794 gab Philipson die Zeitung „Der Patriot“ heraus, die radikale und auch kommunistische Ansichten verbreitete. 1792 wurde er zum stellvertretenden Professor für Anatomie an der Königlichen Akademie der freien Künste gewählt. 1798 gab er dieses Amt auf. Wegen seiner Veröffentlichungen hatte er immer wieder mit der Zensur zu kämpfen.
Philipson setzte sich 1806 gegen seinen Mitbewerber Jöns Jakob Berzelius durch und erhielt den Posten des Sekretärs des Collegium medicum, welchen er bis 1835 innehatte. 
In seinen letzten Lebensjahren war er erblindet.
Erstbeschreibungen: 
- Gattung: Perna PHILIPSSON, 1788
- Unio crassus – Bachmuschel, auch Gemeine oder Kleine Flussmuschel
- Unio tumidus – Große Flussmuschel, auch Aufgeblasene Flussmuschel